# Jean Rondeau

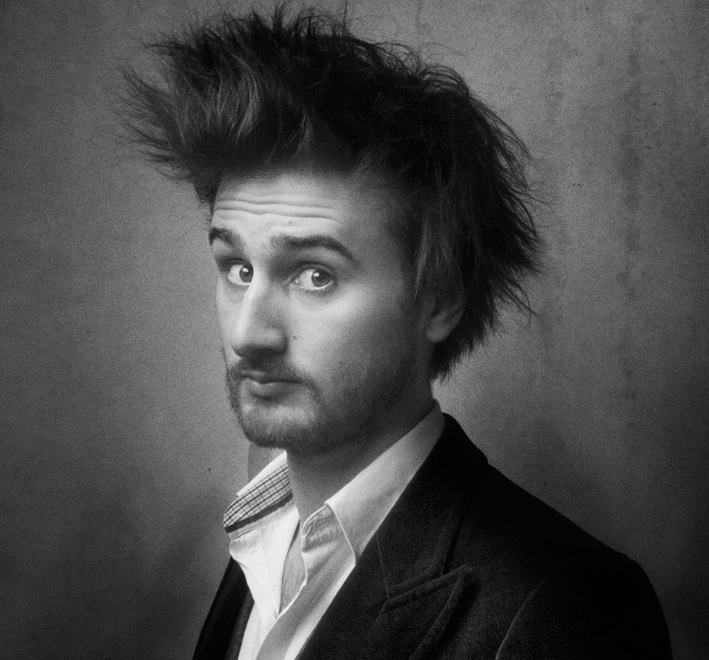
Jean Rondeau

Jean Rondeau (23 april 1991) is een Frans klavecimbelspeler.

## Levensloop
Van kindsbeen af en gedurende tien jaar was hij leerling bij Blandine Verlet. Hij vervolgde zijn opleiding aan het Conservatorium van Boulogne-Billancourt bij Frédéric Michel voor basso continuo en bij Jean Galard voor orgel. Hij studeerde verder aan het Conservatoire Supérieur de Paris voor orgel bij Corinne Kloska en Philippe Tambourini voor piano en bij Sylvain Halévy en Benjamin Moussay voor jazz en improvisatie. 
Hij zette zijn studies door aan het Conservatoire National Supérieur de Musique in Parijs, bij Olivier Baumont, Blandine Rannou en Kenneth Weiss, alsook aan de Guildhall School of Music and Drama in Londen met Carole Cerasi en James Johnstone. Hij volgde ook meestercursussen bij Christophe Rousset in Sienna en Firenze. 
In 2008 behaalde hij de Prijs voor klavecimbel in het CRR in Parijs en in 2009 de Prijs basso continuo in het CRR van Boulogne-Billancourt. Hij behaalde eveneens de diploma's contrapunt en compositie aan het CRR van Parijs  en een Bachelor in musicologie aan de Sorbonne. 
Na zijn opleiding in het CNSM van Parijs behaalde hij het Hoger Muziekdiploma.
Hij heeft een aanvang genomen met het concerteren en is solo opgetreden of met orkest, in Parijs en ook in Italië, Engeland, België, Oostenrijk, Bulgarije, Letland, Tsjechië en Nederland.
Rondeau is lid van het barokensemble L’Olimpiade en van het orkest Les Ambassadeurs dat onder de leiding staat van Alexis Kossenko. In de sfeer van jazzmuziek treedt hij op met Note Forget en met The Project, die hij mede heeft opgericht en waar zijn jazzcomposities gespeeld worden. Samen met de contratenor Fabrice Di Falco treedt hij vaak op met een programma barokmuziek of jazz, vaak de twee samen.

## Prijzen
- 2012: tweede prijs laureaat Internationaal Klavecimbelconcours in Praag en Prijs voor de beste interpretatie van het voor dit concours gecomponeerde hedendaags stuk.
- 2012: eerste prijs internationaal concours in het kader van het Musica Antiqua Festival in Brugge. In 2010 had hij de halve finales bereikt in ditzelfde concours.